# Magnolia cristalensis
Espèce
Statut de conservation UICN

 EN B1ab(iii,v)+2ab(iii,v) : En danger
Magnolia cristalensis est une espèce de plantes à fleurs de la famille des Magnoliacées. C'est un arbre endémique de Cuba.

## Description
C'est un arbre.

## Répartition et habitat
Cette espèce est endémique de Cuba. Elle pousse dans la forêt tropicale humide de plaine et de montagne, sur un sol acide.

## Liste des sous-espèces
Selon World Checklist of Selected Plant Families (WCSP) (31 décembre 2013) :
- Magnolia cristalensis Bisse (1974)

Selon Tropicos (31 décembre 2013) (Attention liste brute contenant possiblement des synonymes) :
- sous-espèce Magnolia cristalensis subsp. baracoana Imkhan.
- sous-espèce Magnolia cristalensis subsp. moana Imkhan.